# NGC 3628
NGC 3628 és una galàxia espiral que s'hi troba a 35 milions d'anys llum de distància en direcció a la constel·lació del Lleó. Vista de costat des de la nostra perspectiva, la seva magnitud aparent és 11,1 i la seva lluentor superficial és 13,5 mag/arcsec².
Juntament amb M65 i M66 forma el Triplet del Lleó, un petit grup de galàxies. El més destacable de NGC 3628 és una espectacular cua que s'expandeix cap amunt a uns 300 000 anys llum de la galàxia pròpiament dita. Coneguda com a cua de marea, l'estructura forma aquest dibuix per les marees galàctiques causades per interaccions passades amb els seus grans veïns. Aquesta cua està composta de cúmuls d'estels joves i blavencs, així com per regions de formació estel·lar. Aquestes interaccions també han produït un esclat estel·lar al seu centre.
Va ser descoberta per William Herschel en 1784.